# Lagunes (ehemalige Region)
Lagunes (frz.: ‚Lagunen‘) war von 1997 bis 2011 eine Verwaltungseinheit der obersten subnationalen Ebene in der Elfenbeinküste. Die Hauptstadt der Region war Abidjan, und ihre Fläche betrug 13.223 km². Nach einer Verwaltungsreform im Jahr 2011 ist der Name Lagunes auf einen Teil der vormaligen Region übergegangen. Das Gebiet wurde aufgeteilt auf den autonomen Distrikt Abidjan und auf den mit Teilen der früheren Region Agnéby gebildeten neuen District des Lagunes über.
Vor ihrer Auflösung bestand die Region aus sieben Départements: Abidjan, Alépé, Dabou, Grand-Lahou, Jacqueville, Sikensi und Tiassalé (wobei das Département de Sikensi erst 2005 aus dem Département de Dabou herausgelöst wurde).